# بابلو بارا
بابلو بارا (بالإسبانية: Pablo Parra) (23 يونيو 1994 في تشيلي - ) هو مدرب كرة قدم ولاعب كرة قدم تشيلي في مركز الهجوم. لعب مع ديبورتيفو نوبلينس ‏.

## وصلات خارجية
- بابلو بارا على موقع قاعدة بيانات كرة القدم.إي يو (الإنجليزية)
- بابلو بارا على موقع ناشيونال فوتبول تيمز (الإنجليزية)
- بابلو بارا على موقع Soccerway.com (الإنجليزية)
- بابلو بارا على موقع عالم كرة القدم.نت (الإنجليزية)
- بابلو بارا على موقع AS.com (الإسبانية)